# Hilara thoracica
Hilara thoracica är en tvåvingeart som beskrevs av Macquart 1827. Hilara thoracica ingår i släktet Hilara och familjen dansflugor. Arten är reproducerande i Sverige. Inga underarter finns listade i Catalogue of Life.